# الفرقة السابعة (العراق)
الفرقة السابعة هي فرقة من الجيش العراقي.
تشكلت لأول مرة في ستينيات أو سبعينيات القرن الماضي، وأفادت التقارير في عامي 1977 و1978 أن مقرها في السليمانية، وتضم خمسة ألوية (جميعها نشطة). وشاركت في حرب الخليج عام 1991 في معركة مطار الكويت الدولي. في عام 2002، أفادت التقارير أنها كانت مع الفيلق الخامس (العراق) وتضم الألوية 38 و39 و116. وحُلَّت في عام 2003.
أُعيد تشكيلها بعد عام 2004، وتلقت تدريباتها من قِبل مشاة البحرية الأمريكية. ويقع مقرها الرئيسي الآن في قاعدة الأسد الجوية. وقد لعبت دورًا في هزيمة تنظيم القاعدة في العراق (AQI) في محافظة الأنبار عام 2007. وفي أبريل 2007، بدأ التخطيط لتشكيل لواء رابع للفرقة. ونُقلت الفرقة إلى قيادة القوات البرية العراقية في 1 نوفمبر 2007.
وشملت ألوية الفرقة اللواء الآلي السادس والعشرون (AAslt)؛ واللواء الآلي السابع والعشرون (AAslt)؛ واللواء الآلي الثامن والعشرون، واللواء الميكانيكي التاسع والعشرون (الذي دخل الخدمة منذ 3 أبريل 2008).
وفقاً لمعايير تدريب القوات العراقية تكون ألوية أو كتائب الفرقة ملتزمة في جميع الأوقات بالوحدات الأخرى. اُختُبِرَ ذلك من خلال وحدات منفصلة من الفرقة السابعة جنوب بغداد في أوائل عام 2008. اللواء 29 هو آخر لواء شُكِّل في صحراء غرب العراق، ويتمركز في الرطبة، وقد يكون من المقرر أن يُجَهَّز بالدروع ذات العجلات مثل اللواء 37 أو اللواء 17.
وفي مايو 2008، شارك اللواء 26 في عمليات البصرة.
في 21 ديسمبر/كانون الأول 2013، قُتل اللواء محمد الكروي، قائد الفرقة، خلال عملية أمنية في الرطبة ضد معسكرات تدريب تابعة لتنظيم القاعدة. في هذه الحادثة، انفجرت عدة تفجيرات انتحارية أثناء دخول الكروي مبنى مهجور، مما أسفر عن مقتله مع عدد من الضباط، وإصابة ما يصل إلى 32 جنديًا. وكان أكثر من 60 مسلحًا متواجدين في المنطقة آنذاك.

## روابط خارجية
https://www.alaraby.co.uk/english/politics/2015/3/15/قاعدة-أميركية-مستقلة-في-العراق-عين-الأسد